# Martina Steuk
Martina Steuk (República Democrática Alemana, 11 de noviembre de 1959) es una atleta alemana retirada especializada en la prueba de 800 m, en la que consiguió ser subcampeona europea en pista cubierta en 1982.

## Carrera deportiva
En el Campeonato Europeo de Atletismo en Pista Cubierta de 1982 ganó la medalla de plata en los 800 metros, con un tiempo de 2:01.07 segundos, tras la rumana Doina Melinte (oro con 2:00.39 segundos que fue récord de los campeonatos) y por delante de la polaca Jolanta Januchta.